# Veslanje na OI 1996.
Veslanje na Olimpijskim igrama u Atlanti 1996. godine je bilo organizirano u ukupno 14 disciplina u muškoj i ženskoj konkurenciji, u kojima se natjecalo 550 veslača i veslačica.
Na Igrama su se po prvi puta pojavile discipline za lake veslače i veslačice, i to dvojac na pariće i četverac bez kormilara za lake veslače, te dvojac na pariće za lake veslačice. S druge strane, izbačene su neke discipline koje su do tada bile u programu, kao što su četverac s kormilarom i dvojac s kormilarom muški, te četverac bez kormilarke za žene.
Najuspješnija država je s ukupno šest osvojenih medalja (od čega dva zlata) bila Australija, dok su još po dva zlata osvojile Njemačka, Švicarska i Rumunjska.

## Osvajači medalja
| Disciplina                          | Zlato | Srebro | Bronca |
| ----------------------------------- | --- | --- | --- |
| Dvojac bez kormilara muški          | Velika Britanija Steve Redgrave Matthew Pinsent | Australija David Weightman Robert Geoffrey Scott | Francuska Michel Andrieux Jean Christophe Rolland |
| Četverac bez kormilara muški        | Australija Nicholas Green Drew Ginn James Tomkins Mike McKay                                                                                              | Francuska Bertrand Vecten Olivier Moncelet Daniel Fauche Giles Bosquet                                                                                | Velika Britanija Gregory Searle Jonathan William Searle Rupert John Obholzer Tim James Foster                                                                          |
| Četverac bez kormilara laki veslači | Danska Victor Feddersen Niels Henriksen Thomas Poulsen Eskild Ebbesen                                                                                     | Kanada Brian Peaker Jeffrey Lay Dave Boyes Gavin Hassett                                                                                              | SAD Marc Schneider Jeff Pfaendtner David Collins William Carlucci |
| Dvojac bez kormilarke žene          | Australija Megan Leanne Still Kate Elizabeth Slatter | SAD Missy Schwen Karen Kraft | Francuska Christine Gosse Helene Cortin |
| Osmerac muški                       | Nizozemska Koos Maasdijk Ronald Florijn Jeroen Duyster Michiel Bartman Hendrik Jan Zwolle Niels Van Der Zwan Niels Van Steenis Diederik Simon Nico Rienks | Njemačka Mark Kleinschmidt Detlef Kirchhoff Wolfram Huhn Roland Baar Marc Weber Ulrich Viefers Peter Thiede Thorsten Streppelhoff Frank Joerg Richter | Rusija Pavel Melnikov Andrey Glukhov Anton Chermashentsev Aleksandr Lukyanov Nikolay Aksyonov Dmitriy Rozinkevich Sergeij Matveyev Roman Monchenko Vladimir Volodenkov |
| Osmerac žene                        | Rumunjska Liliana Gafencu Veronica Cochelea Elena Georgescu Anca Tanase Doina Spircu Marioara Popescu Ioana Olteanu Elisabeta Lipa Doina Ignat            | Kanada Anna Van Der Kamp Tosha Tsang Lesley Allison Thompson Emma Robinson Jessica Monroe Heather McDermid Maria Maunder Theresa Luke Alison Korn     | Bjelorusija Yelena Mikulich Marina Znak Natalya Volchek Natalia Stasyuk Tamara Davydenko Valentina Skrabatun Natalya Lavrinenko Yaroslava Pavlovich Aleksandra Pankina |
| Samac muški                         | Xeno Mueller, Švicarska | Derek Porter, Kanada | Thomas Lange, Njemačka |
| Dvojac na pariće muški              | Italija Agostino Abbagnale Davide Tizzano | Norveška Steffen Skår Størseth Kjetil Undset | Francuska Frederic Kowal Samuel Barathay |
| Dvojac na pariće laki veslači       | Švicarska Michael Gier Markus Gier | Nizozemska Maarten Van Der Linden Pepijn Aardewijn | Australija Bruce Hick Anthony Edwards |
| Četverac skul muški                 | Njemačka Andreas Hajek Stephan Volkert Andre Steiner Andre Willms                                                                                         | SAD Tim Young Eric Mueller Brian Jamieson Jason Gailes                                                                                                | Australija Janusz Hooker Boden Joseph Hanson Duncan Free Ronald Snook                                                                                                  |
| Samac žene                          | Ekaterina Karsten, Bjelorusija | Silken Laumann, Kanada | Trine Hansen, Danska |
| Dvojac na pariće žene               | Kanada Kathleen Heddle Marnie McBean | Kina Xiuyun Zhang Mianying Cao | Nizozemska Irene Eijs Eeke Van Nes |
| Dvojac na pariće lake veslačice     | Rumunjska Camelia Macoviciuc Constanţa Burcica | SAD Teresa Z. Bell Lindsay Burns | Australija Virginia Lee Rebecca Joyce |
| Četverac skul žene                  | Njemačka Katrin Rutschow-Stomporowski Jana Sorgers Kerstin Koppen Kathrin Boron                                                                           | Ukrajina Svetlana Maziy Diana Miftakhutdinova Inna Frolova Olena Ronzhina                                                                             | Kanada Laryssa Biesenthal Diane O’Grady Kathleen Heddle Marnie McBean                                                                                                  |